# Węgliniec
Węgliniec (in tedesco Kohlfurt) è un comune urbano-rurale polacco del distretto di Zgorzelec, nel voivodato della Bassa Slesia.
Ricopre una superficie di 338,44 km² e nel 2008 contava 8 845 abitanti.